# شیبتسو، هوکایدو
شیبتسو در استان هوکایدو در کشور ژاپن  واقع شده‌است  که دارای جمعیت ۲۳٬۱۹۷ نفر و مساحت ۱٬۱۱۹٫۲۹ کیلومتر مربع با تراکم جمعیت ۲۰٫۷  نفر در کیلومترمربع است و در تاریخ ۱ سپتامبر ۲۰۰۵ به عنوان شهر شناخته شد.